# Quassina
La quassina è un composto organico presente nella quassia. Si tratta di una delle sostanze più amare che si trovano in natura con una soglia di percezione pari a 0,08 ppm ed è 50 volte più amara del chinino.